# 西门子 SL55
西门子 SL55是德国西门子公司的移动电话产品。它的后续产品是SL65。官方以“唯美科技”宣传此机，并表示这款手机“适合那些迎领品位时尚的潮流一族。”

## 特点
滑盖外形设计、支持GPRS CLASS 10无线上网，可以外接专用带闪光灯照像机，支持Java应用 ，内置E-mail客户端，可访问WAP以及HTML（借助第三方软件）页面，支持与计算机互相传输数据。在网络允许的情况下可收发彩信和EMS，拥有商务助理功能，可以记录日程，可进行阳历、阴历转换，可查询二十四节气以及中国传统节日日期，可查询阴历纪年和生肖，货币转换计算（内置汇率，可手动更改），带有类似Windows“资源管理器”的功能，支持文字或文件的复制粘贴，支持屏幕保护、免提功能，
两种可选颜色，本文图片中所示的是“酣红”，此外还有“醇褐”。 